# Crique (cuisine)
Pour les articles homonymes, voir Crique.
Une crique est une galette de pommes de terre revenues à la poêle.

## Préparation
En Ardèche et dans la Drôme, la recette traditionnelle consiste à râper les pommes de terre crues qui sont ensuite assaisonnées (sel, poivre et persil), éventuellement additionnées d'un ou plusieurs œufs battus, (l'ajout d'œufs à la recette est sujet à débat,,) et cuites à la poêle sous forme d'une galette d'un doigt d'épaisseur.

## Service
La crique peut constituer un plat principal en accompagnement avec une salade. Elle se sert aussi pour accompagner des grillades, des viandes rôties ou des daubes.

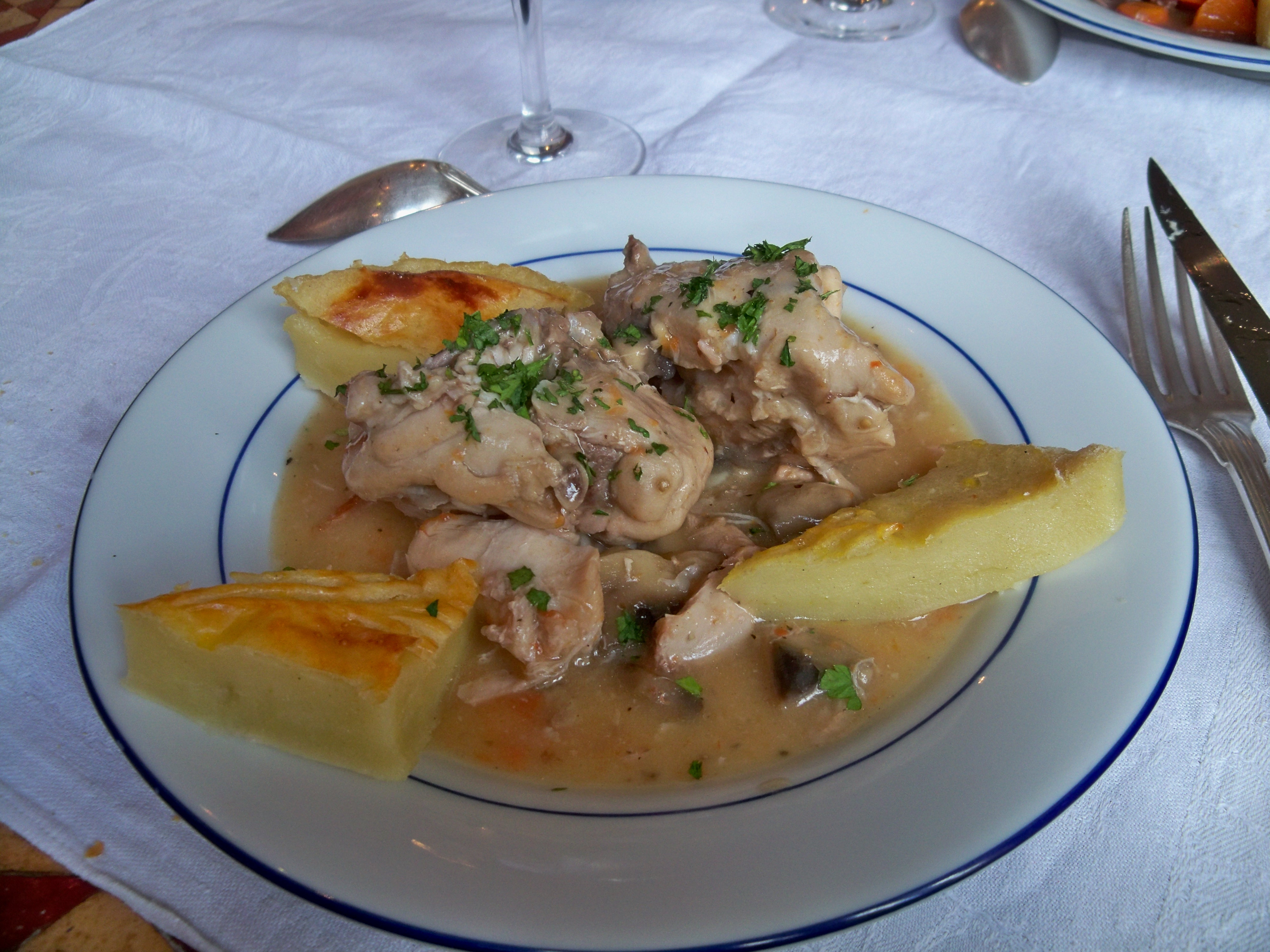
Lapin aux champignons et sa crique.
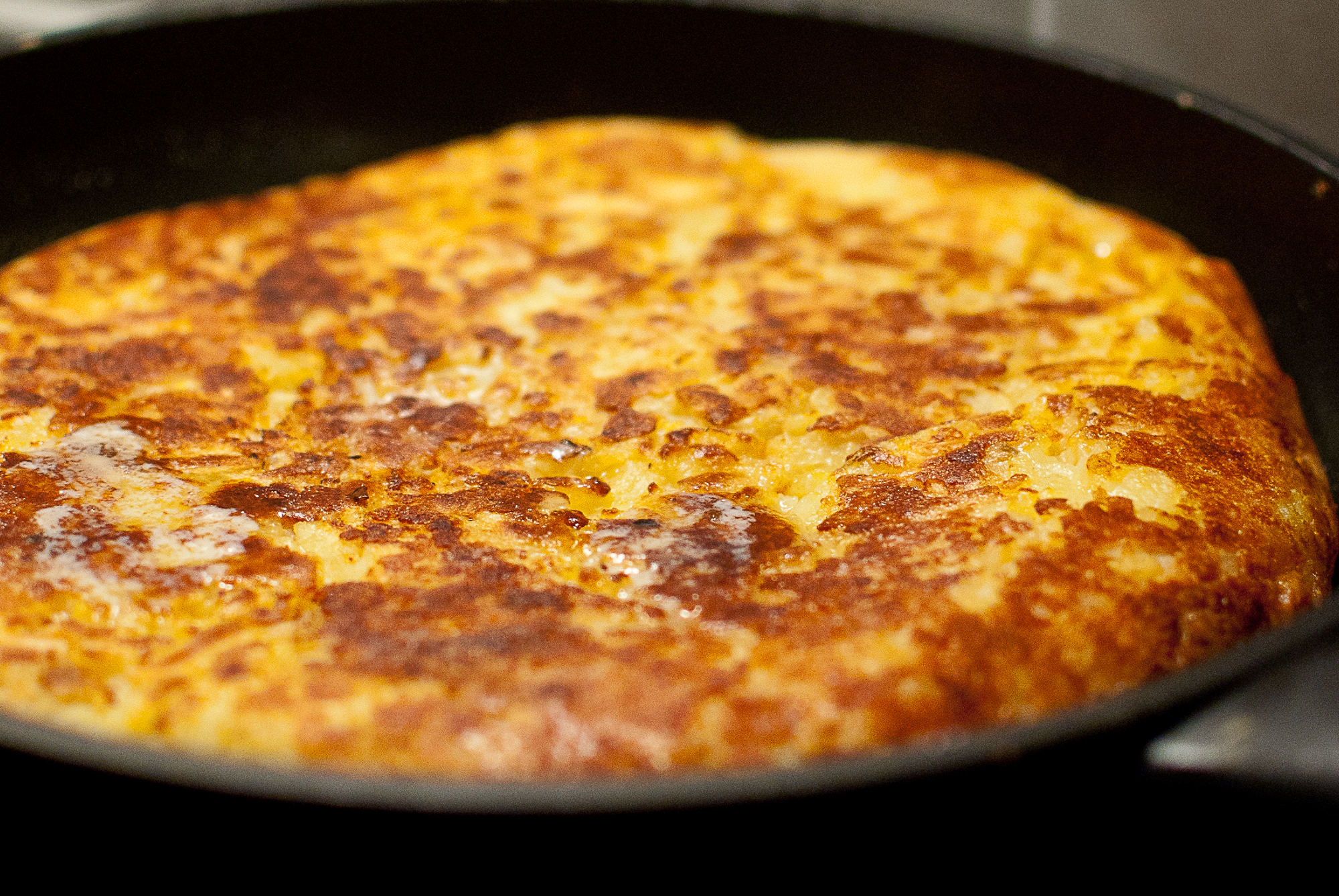
Crique du Dauphiné.
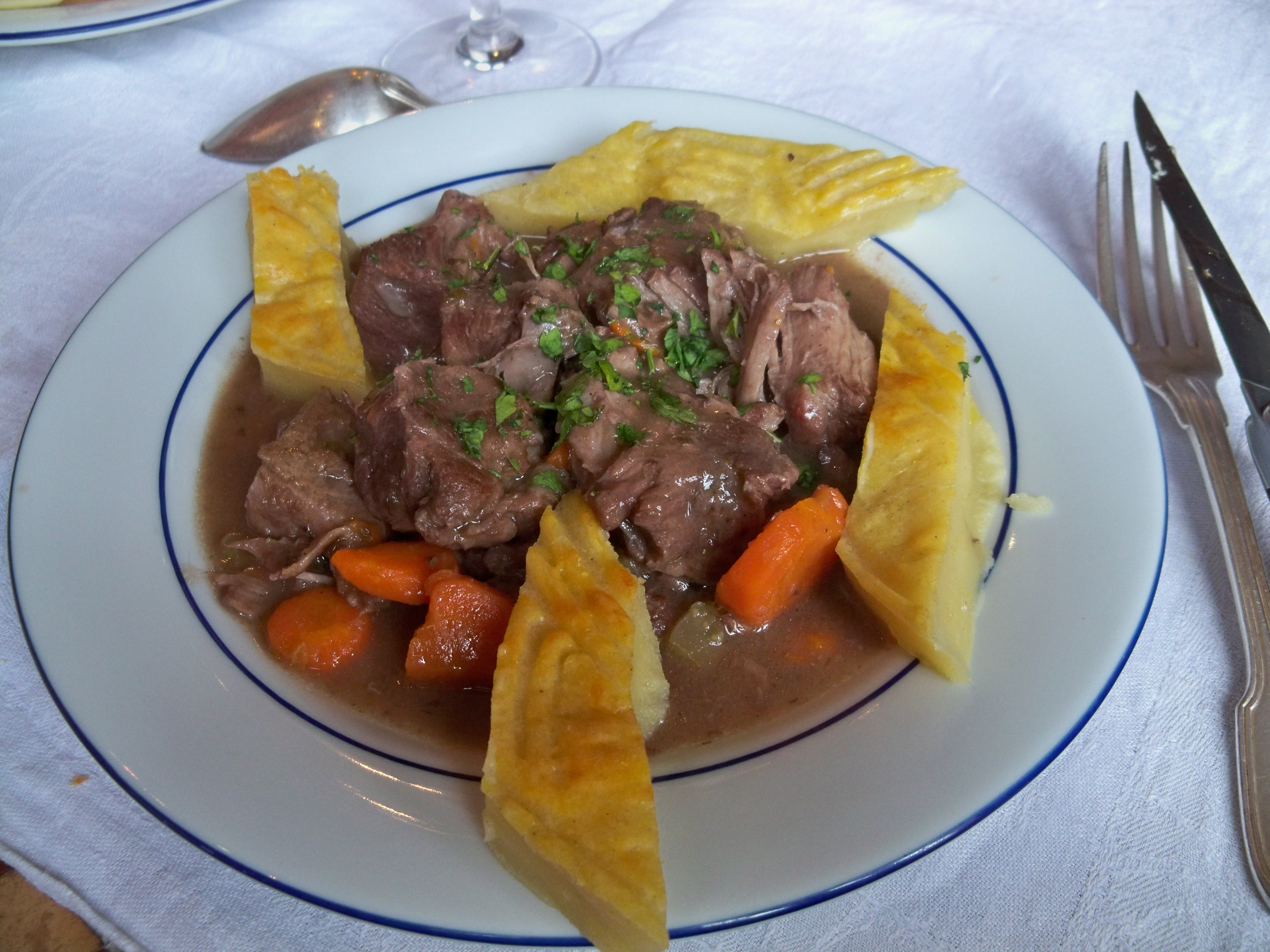
Daube de bœuf accompagnée d'une crique.

## Accord mets-vin
Traditionnellement, il est conseillé d'accompagner cette galette soit d'un vin rosé comme le côtes-de-provence (AOC) ou l'ajaccio (AOC) soit d'un vin rouge, tel que le bourgueil (AOC),.